# Patrice Senmartin
 (décembre 2015).
Si vous disposez d'ouvrages ou d'articles de référence ou si vous connaissez des sites web de qualité traitant du thème abordé ici, merci de compléter l'article en donnant les références utiles à sa vérifiabilité et en les liant à la section « Notes et références ».
Patrice Senmartin est un sportif né le 3 novembre 1972 à Tarbes (Hautes-Pyrénées). Non voyant, il pratique le cyclisme en tandem dans les compétitions handisports.

## Biographie
Patrice Senmartin est non voyant depuis le 29 août 1979 à la suite d’« un accident domestique » survenu dans sa 7e année. Il est le premier handicapé non voyant à être intégré en milieu scolaire normal dans le département des Hautes-Pyrénées, au collège Voltaire à Tarbes. Il est diplômé d'un DUT en gestion des entreprises et des administrations acquis à l'université Toulouse-III-Paul-Sabatier, puis d'une licence en gestion à l'université Toulouse-I-Capitole en 1999.
Il pratique le cyclisme de compétition en tandem au sein de la Fédération française handisport et est membre de l'équipe de France de tandem handisport.
Il devient masseur en 2018.
Le 7 mai 2025, il est jugé par le tribunal correctionnel de Paris pour huit agressions sexuelles, dont deux viols correctionnalisés, commises entre 2019 et 2021. Le 22 mai, il est condamné à 4 ans d'emprisonnement dont deux ans assortis d'un sursis probatoire, avec mandat d'arrêt. 

## Palmarès
- 1987 : 
  - Première année de compétition en catégorie junior:
  - Vainqueur des 12 épreuves courues,
  - Champion de France junior avec son pilote Michel Rauner.

- 1988 : 
  - 10 victoires pour 10 courses,
  - Champion de France junior avec Laurent Durvelle pour pilote,
  - Record du Monde Junior de l’heure sur piste avec Sébastien Laguarde (40,519 km).

- 1989 : 
  - Champion de France Senior en poursuite sur piste avec Denis Pellizzari.

- 1990 : classé Élite
  - Champion de France de vitesse et de poursuite sur piste avec Hugues Devillers,
  - Champion du monde de vitesse avec Hugues Devillers,
  - Médaille de bronze en poursuite et sur route avec Denis Pellizzari.

- 1991 : 
  - Champion de France de vitesse, du kilomètre arrêté et poursuite avec Hugues Devillers.
  - Vice-champion d’Europe de vitesse et du kilomètre départ arrêté à Moscou.
  - Vainqueur du Tour de Belgique,
  - Vainqueur du Grand Prix de Zurich,
  - 2e du Grand Prix de Francfort.

- 1992 :
  - Champion de France sur route avec Christophe Dupouey,
  - Vainqueur du Tour de Belgique. (2e année consécutive)
  - Vainqueur de la Coupe d’Europe,(classement de 5 épreuves internationales sur route)
  - 4e du CLM aux Jeux Paralympiques de Barcelone.

- 1995 :
  - Champion d’Europe de vitesse et du km arrêté à Munich avec Thierry Gintrand,
  - Record du monde sur le kilomètre arrêté.

- 1996 :
  - Vice-Champion de France de vitesse et du kilomètre arrêté,
  - Médaille d'Or - Champion Paralympique du kilomètre arrêté à Atlanta et record du monde en 1 min 06 s 858 avec Thierry Gintrand.

- (1997 - 1998 - 1999)
  - Préparation aux Concours d'entrée aux Grandes Écoles,
  - Études universitaires.

- 2000 : Reprise des compétitions de haut niveau.
  - Entraînements à Hyères au Centre National,
  - Champion de France de vitesse avec Frédéric Janowski.

- 2001 : Contrat d'Athlète de Haut Niveau à la SNCF.
  - Entraînements à l'INSEP à Paris (Centre National)
  - Champion de France de vitesse et du kilomètre arrêté,
  - Champion d’Europe de vitesse et
  - Vice-Champion d’Europe du kilomètre arrêté avec Frédéric Janowski à Zurich.

- 2002 : avec son pilote Frédéric Janowski,
  - Championnats du monde : 5e en vitesse « Auxbourg Allemagne »,
  - Champion de France de vitesse,
  - Champion de France du kilomètre.

- 2003 : avec Frédéric Janowski,
  - Championnats d’Europe : 3e en vitesse « Prague République Tchèque »,
  - Champion de France de vitesse,
  - Champion de France du kilomètre.

- 2004 :
  - Champion de France de vitesse sur piste,
  - Champion de France du kilomètre arrêté sur piste,
  - Sélectionné en équipe de France pour Athènes 2004,
  - Médaille d'Argent aux Jeux paralympiques d'Athènes avec Frédéric Janowski.

- 2005 : reprise des compétitions sur route avec Yves Delarue pour pilote.
  - 1er au Grand Prix de Bayeux,
  - 1er au Grand Prix de Presle en Brie,
  - 2e au Grand Prix International de Munich,
  - Champion de France sur route et 2e au CLM,
  - 5e au CLM d'Alckmard (Championnat d'Europe en hollande)

- 2006
  - Vainqueur de la Coupe de France,
  - Champion de France à Bayeux,
  - Vice-champion du CLM,
  - 1er du grand Prix du Touquet,
  - 1er à Presle en Brie,
  - 1er du Grand Prix de Vauchette.

- 2007
  - Champion de France de km,
  - Vice-champion en vitesse,
  - Championnats du Monde à Bordeaux - 7e en vitesse.

- 2008
  - Grand Prix de Urt (course internationale sur 4 épreuves)
  - Vainqueur d'une étape,
  - 2e au classement général,
  - 3e au Grand Prix de Zurich. (épreuve internationale)

- 2009
  - Vice-Champion de France sur route,
  - Champion de France de Vitesse,
  - 3e du kilomètre arrêté.

## Distinctions
- Chevalier de la Légion d'honneur en 1996[4]
- Officier de l'ordre national du Mérite en 2004[4]
- Médaille de la jeunesse, des sports et de l'engagement associatif, bronze